# Apollo (cratère)
Pour les articles homonymes, voir Apollo.
Apollo est un immense cratère d'impact sur la face cachée de la Lune. Le plancher intérieur d'Apollo est recouvert d'une multitude de petits cratères. Le nom fut officiellement adopté par l'Union astronomique internationale (UAI) en 1970,,, en référence au programme Apollo (1961-1972),,.

## Cratères satellites
Les cratères dits satellites sont de petits cratères situés à proximité du cratère principal, ils sont nommés du même nom mais accompagné d'une lettre majuscule complémentaire (même si la formation de ces cratères est indépendante de la formation du cratère principal). Par convention, ces caractéristiques sont indiquées sur les cartes lunaires en plaçant la lettre sur le point le plus proche du cratère principal. Liste des cratères satellites d'Apollo : 
| Apollo                     |
| -------------------------- |
| Pas de cratères satellites |

Par contre, il possède de nombreux cratères intérieurs nommés par l'UAI :
| Cratère intérieur     |
| --------------------- |
| Chawla (cratère)      |
| D. Brown (cratère)    |
| Husband (cratère)     |
| L. Clark (cratère)    |
| McCool (cratère)      |
| M. Anderson (cratère) |
| Ramon (cratère)       |

Ces 7 noms sont ceux des membres d'équipage de la mission STS-107 (respectivement Chawla, D. Brown, Husband, L. Clark, McCool, M. Anderson, Ramon), à la fin de laquelle ils périrent à bord de Columbia lors de la rentrée dans l'atmosphère.